# Scarpata
La scarpata è una brusca rottura del profilo topografico di un terreno giacente secondo un piano inclinato. Può essere di origine naturale o artificiale.

## Scarpate naturali

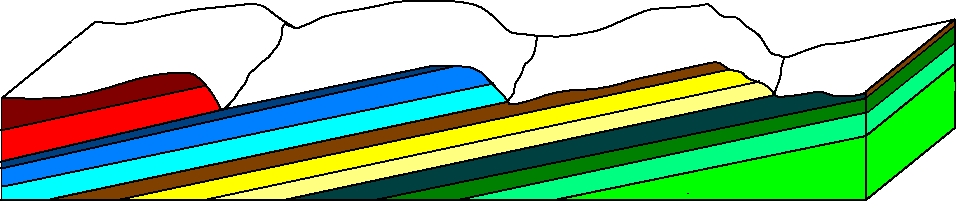
Formazione di una serie di scarpate per erosione differenziale

La scarpata naturale solitamente viene prodotta dall'erosione o da una fagliatura.
Dove l'erosione agisce in una zona di contatto fra due formazioni rocciose con diverso grado di disgregabilità morfologicamente si produce una discontinuità nella topografia.
Quando una faglia muove la superficie del suolo usualmente crea una suddivisione con un lato del suolo in posizione rilevata rispetto all'altro.
Una scarpata può anche venirsi a formare a monte di una zona franata.
L'analisi dettagliata delle scarpate naturali, soprattutto di quelle prodotte da faglie, eseguita tramite rilevamenti sul terreno integrati da analisi di fotografie aeree o da satellite permette di individuare zone con attività neotettonica presente e di individuare la direzione delle lineazioni strutturali connesse. Questi studi sono parte essenziale delle analisi da condurre per valutare il grado di sismicità di un'area e la sua relativa suddivisione in aree di potenziale sismico.
Oggi sono studiate anche le scarpate osservabili sulle fotografie fatte sulla superficie di Marte, allo scopo di verificare lo stato di "vita geologica" del pianeta.

## Scarpate artificiali

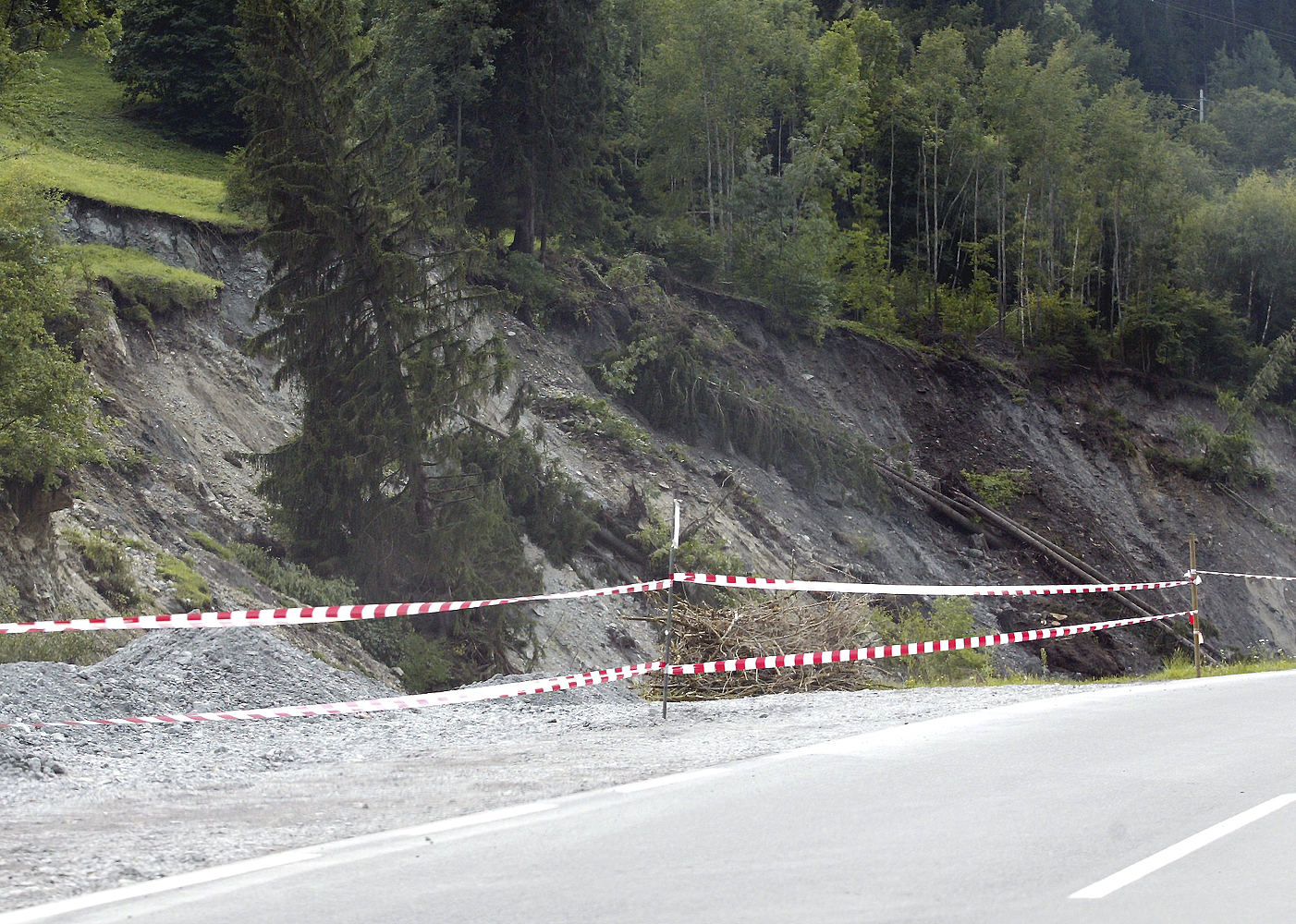
La scarpata artificiale, dovuta al taglio del pendio per l'opera stradale, non è stabilizzata e ciò causa piccoli franamenti locali

La scarpata artificiale generalmente si trova in genere a monte di una strada costruita parallelamente al pendio, pareggiato sul suo profilo dal lato a monte con una scarpata artificiale e da quello a valle con riporti di terreno. 
Scarpate artificiali vengono realizzate nei casi di aree edificate lungo un pendio che deve essere reso piano prima della costruzione.
Durante la costruzione di scarpate artificiali, particolare cura deve essere posta nel permettere il naturale drenaggio delle acque subsotterranee e di quelle che costituiscono il naturale ruscellamento superficiale delle acque piovane, o di fusione da neve o ghiaccio accumulatosi a monte della costruzione.